# Jeanne de Chiny
Jeanne de Chiny, née en 1205, morte en 1271, fut comtesse de Chiny de 1226 à 1271. Elle était fille de Louis IV, comte de Chiny, et de Mathilde d'Avesnes.
Dans l'hypothèse où son septaïeul Otton Ier de Chiny est le fils d'Albert Ier de Vermandois, elle serait alors la dernière descendante en lignée patrilinéaire de Charlemagne et par conséquent le dernier membre connu de la dynastie carolingienne.

## Mariage et enfants
Elle épousa Arnoul IV (1210 † 1273), comte de Looz, et eut :
- Jean Ier (1230 † 1279), comte de Looz ;
- Elisabeth mariée à Thomas III de Coucy, seigneur de Vervins ;
- Adélaïde, mariée après 1254 à Thierry II de Valkenbourg ;
- Juliane, mariée à Nicolas de Quiévrain ;
- Louis V (1235 † 1299), comte de Chiny.

## Source
- Christian Settipani, La Préhistoire des Capétiens (Nouvelle Histoire généalogique de l'auguste maison de France, vol. 1), Villeneuve-d'Ascq, éd. Patrick van Kerrebrouck, 1993, 545 p. (ISBN 978-2-95015-093-6).